# II. Emund svéd király
II. Emund Emundsson (? – 970) svéd király 950-től.
I. Emund fiaként született, és édesapja halála után lépett a trónra. Brémai Ádám szerint Emund Kékfogú Harald dán király szövetségeseként uralkodott és VI. Eriket említi Emund utódaként.

## Fordítás
- Ez a szócikk részben vagy egészben  az   Emund Eriksson című angol Wikipédia-szócikk fordításán alapul.  Az eredeti cikk szerkesztőit annak laptörténete sorolja fel. Ez a jelzés csupán a megfogalmazás eredetét és a szerzői jogokat jelzi, nem szolgál a cikkben szereplő információk forrásmegjelöléseként.

| Előző uralkodó: I. Emund | Svédország uralkodója 950 – 970 | Következő uralkodó: II. Olaf és VI. Erik |